# 청양 서정리 구층석탑
청양 서정리 구층석탑(靑陽 西亭里 九層石塔)은 대한민국 충청남도 청양군 정산면 서정리에 있는, 고려시대의 석탑이다. 1963년 1월 21일 대한민국의 보물 제18호로 지정되었다.

## 개요
공주에서 청양쪽으로 23km 떨어진 벌판 가운데에 서 있는 탑으로, 부근에 고려시대 백곡사(白谷寺)라는 절이 있었다고 하나 주위에 기와조각 등이 흩어져 있을 뿐 다른 유물들은 찾아볼 수 없다.
탑은 2단의 기단 위에 9층의 탑신을 올린 모습이다. 아래층 기단에는 안상(眼象)을 돌려 새겼는데, 바닥선이 꽃모양으로 솟아올라 있어 고려시대의 양식상 특징을 드러낸다. 윗층 기단에는 네 모서리와 면의 가운데에 기둥 모양을 새겼으며, 그 위로 알맞은 두께의 돌을 덮어 안정된 모양새를 띠고 있다. 탑신 1층이 큰 점이 특징적인데, 2층부터는 높이가 뚜렷하게 줄어들지만 넓이는 크게 좁아지지 않아 우아한 느낌이다. 지붕돌은 아랫면에 1층은 5단, 나머지 층은 3단씩의 받침을 두었으며, 네 귀퉁이가 약간씩 치켜올라가 있다.
전체적으로 신라시대부터 이어져 온 석탑양식을 충실히 따르고 있으나 9층이나 되는 층수로 인해 형태가 매우 높아져 안정감이 부족하다. 각 부분의 세부적 조각양식이나 기단의 안상을 새긴 수법으로 보아 고려 전기에 세워진 것으로 추정된다.

## 현지 안내문
고려 초기에 세워진 9층 석탑이다. 부근에 백곡사라는 절이 있었다고 전하지만 탑 이외에 절이 있었다는 흔적을 찾을 수 없다. 탑은 사각형의 2층 기단 위에 세웠는데 아래 기단의 네 면에는 2개씩의 안상으로 불리는 조각이 있고, 위의 기단에는 모서리 기둥과 버팀목을 새겼다. 몸돌과 지붕돌은 각각의 돌로, 지붕돌은 완만하게 작아지는 비율을 가졌으며 끝에는 풍경을 달았던 구멍이 남아 있다. 1층의 지붕돌 받침은 5단이지만, 2층 이상은 3단으로 되어 있으며, 상륜부는 모두 없어졌다. 전체적으로 보아 지붕돌은 얇으며 층수가 9층이라는 점에서 안정감을 떨어지지만, 신라 석탑의 양식을 따르고 있고 상하의 비례가 아름답게 조성되는 등 신라 말기와 고려 초기의 석탑 양식을 이해하는데 중요한 자료이다.

## 참고 자료
- 청양 서정리 구층석탑 - 국가유산청 국가유산포털
- 문화재대관 (보물편, 석조Ⅰ, 개정판), 문화재청, 2004-08-06